# Walter Szczepański
Walter R. Szczepański – polski podpułkownik, działacz emigracyjny.

## Życiorys
Działał na emigracji w Anglii. W stopniu majora w latach 70. był delegatem rządu RP na uchodźstwie w Oxon. Do 21 marca 1983 sprawował stanowisko delegata rządu RP na uchodźstwie w Oxford, zwolniony z tej funkcji wobec przejścia do pracy we władzach centralnych. 15 września 1986 został mianowany podsekretarzem stanu w Ministerstwie Emigracji w pierwszym rządzie Edwarda Szczepanika, złożył przysięgę 19 stycznia 1987, od 20 listopada 1989 został mianowany podsekretarzem stanu w Ministerstwie Spraw Emigracji w drugim rządzie Edwarda Szczepanika i 20 grudnia 1990 w stopniu podpułkownika został zwolniony z tego stanowiska wobec wypełnienia misji Naczelnych Władz Państwowych na Uchodźstwie i zakończenia prac rządu. 15 maja 1990 został wybrany zastępcą członka, a 9 lipca 1990 skarbnikiem Kapituły Orderu Odrodzenia Polski na obczyźnie
Jako kombatant był prezesem Związku Żołnierzy 5 Kresowej Dywizji Piechoty i w tym charakterze 15 września 1994 i stopniu podpułkownika przekazał replikę sztandaru jednostki na ręce gen. bryg. Zbigniewa Jabłońskiego, dowódcy 5 Kresowej Dywizji Zmechanizowanej podczas uroczystości w Gubinie, gdy na okolicznożń przejęcia tradycji 5 KDP przez 5 KDZ odsłonięto tablicę pamiątkową.
Jego żoną była pochodząca z Clare (Michigan) Anita z domu Tack (1930-2016), z którą przeżył 55 lat małżeństwa i miał syna Johna.
Na emigracji w Kanadzie żył inny Walter Szczepański (1919-2000), były żołnierz II wojny światowej.

## Ordery i odznaczenia
- Krzyż Komandorski Orderu Odrodzenia Polski (11 listopada 1990)[14]
- Krzyż Oficerski Orderu Odrodzenia Polski (1989)[15][15]
- Krzyż Kawalerski Orderu Odrodzenia Polski (11 listopada 1976)[16]